# Diplazon scutatorius
Diplazon scutatorius är en stekelart som beskrevs av Teunissen 1943. Diplazon scutatorius ingår i släktet Diplazon och familjen brokparasitsteklar. Arten är reproducerande i Sverige. Inga underarter finns listade i Catalogue of Life.